# Det går bra ändå
Det går bra ändå från 2002 är Tina Ahlins debutalbum.

## Låtlista
Låtarna är skrivna av Tina Ahlin (musik) och Hans Alfredson (text) om inget annat anges.
1. Rubaiyat – 3:40
2. Som gjord av sten (Tina Ahlin) – 4:59
3. Hunger – 4:36
4. Vingar (Tina Ahlin/Ulla-Carin Nyqvist) – 4:57
5. När jag låser mitt sommarhus – 5:08
6. En herre som älskar tystnad – 4:31
7. Om ett sammanträffande – 3:23
8. Omnia vincit amore (Tina Ahlin) – 2:58
9. Det går bra ändå – 5:16
10. Ensam på havet / Ett långt farväl – 4:41

## Medverkande
- Tina Ahlin – sång, piano, keyboard, munspel
- Staffan Astner – gitarr
- Anders Kotz – bas
- Andre Ferrari – slagverk
- Mats Öberg – synthesizer
- Hans Alfredson - diktläsning
- m.fl.